# Baligubadle

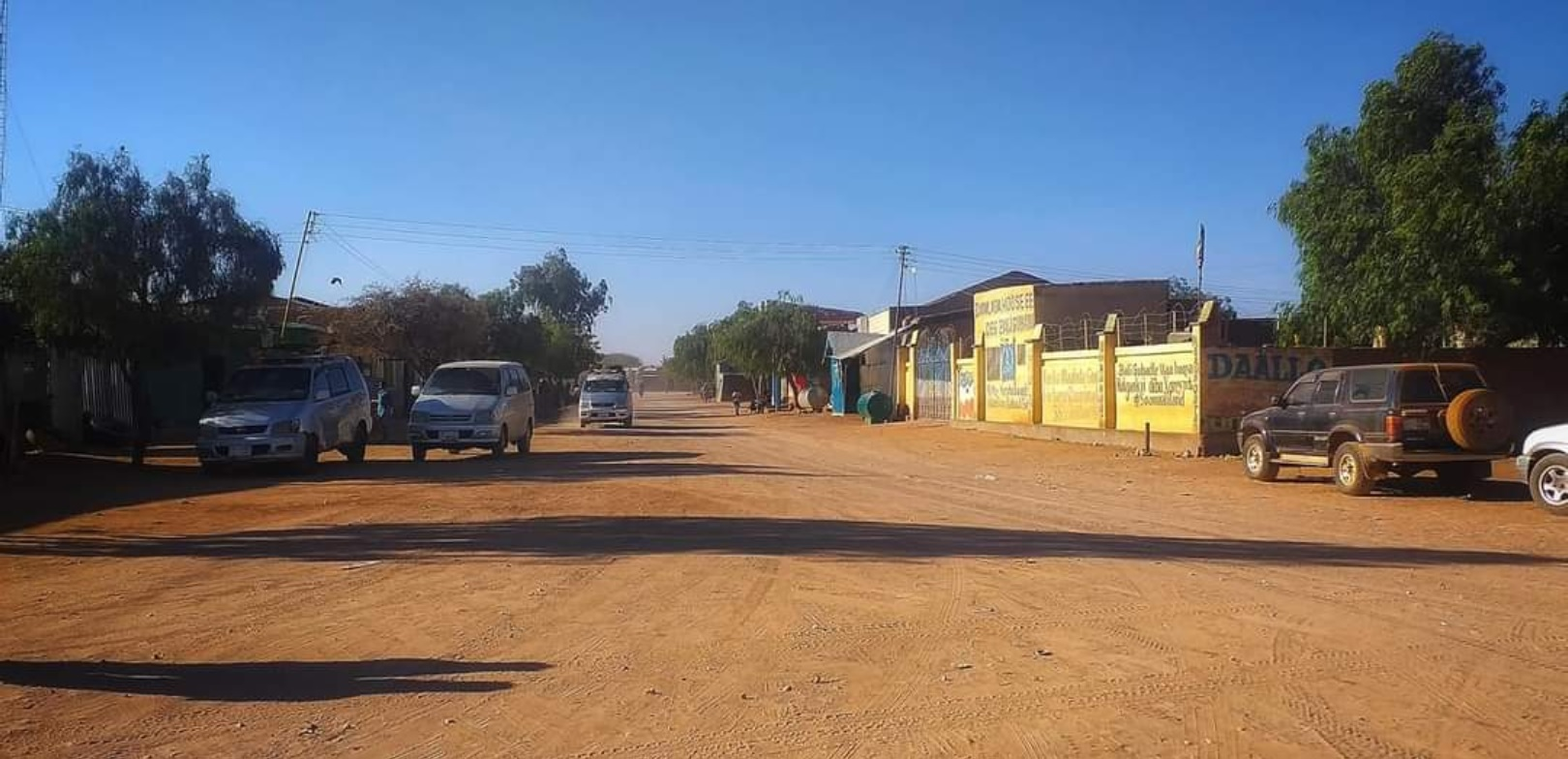
Hoofdstraat in Baligubadle

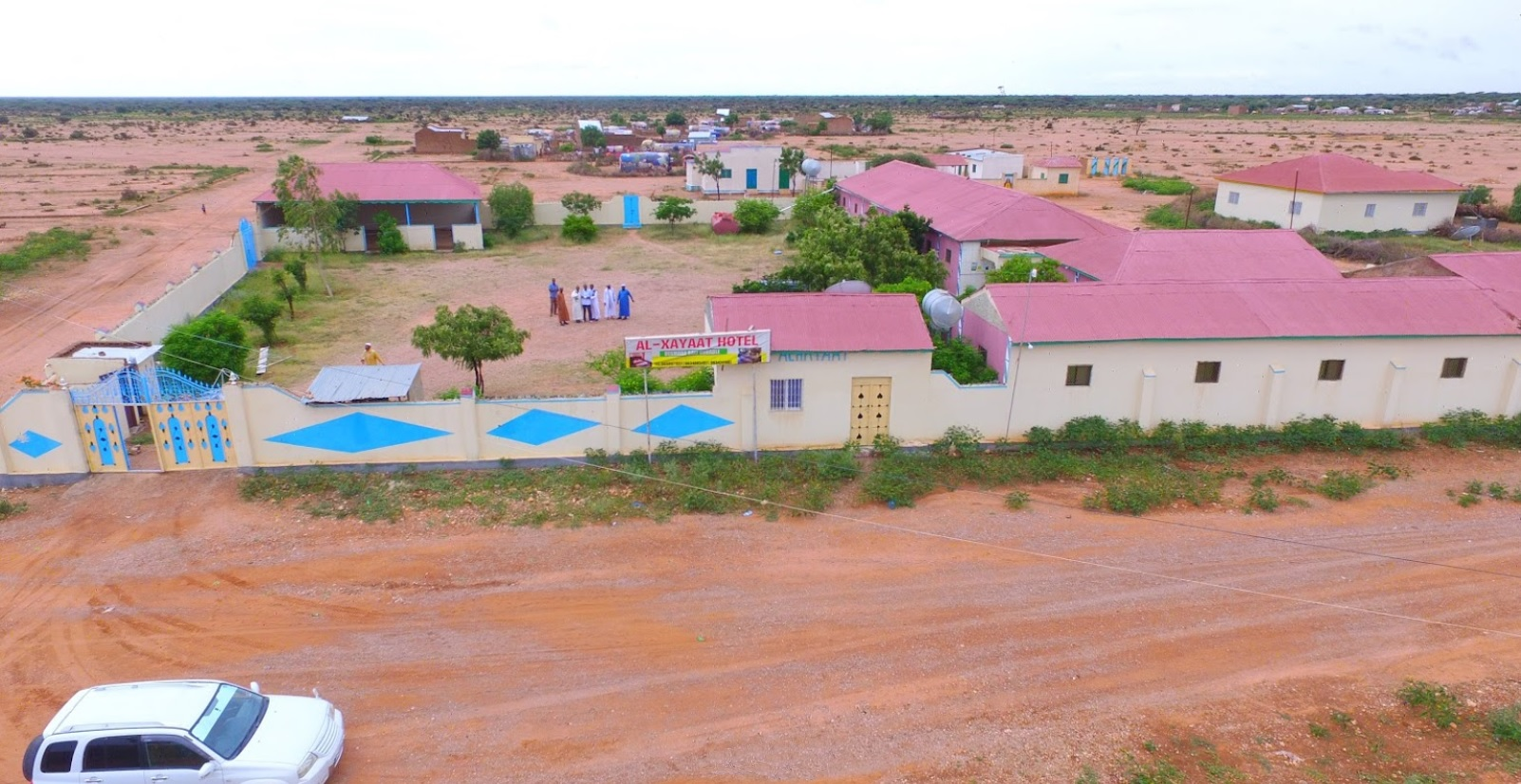
Hotel in Baligubadle

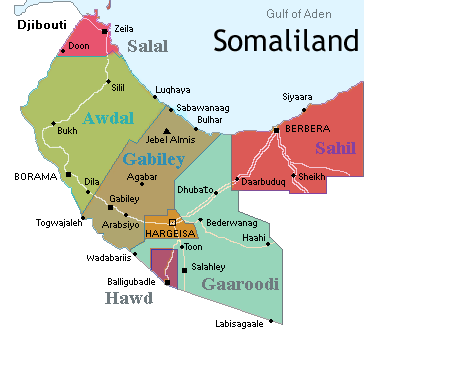
Baligubadle als hoofdstad van de nooit bij wet geformaliseerde Regio Hawd, met fictieve rechthoekige grenzen.

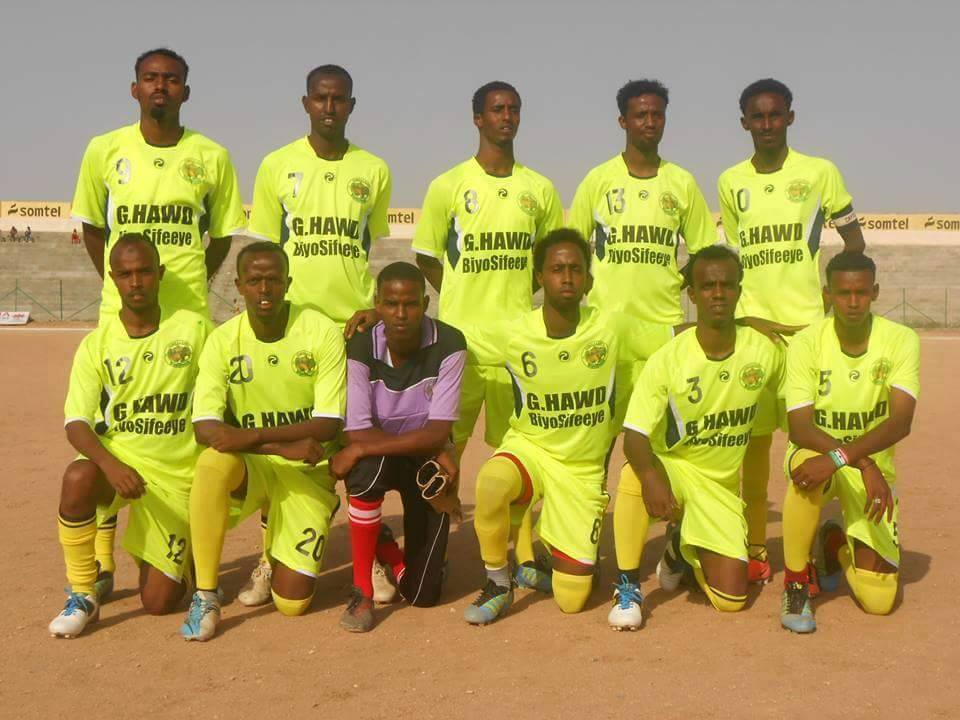
Voetbalteam "Gobolka Hawd" ("Regio Hawd")

Baligubadle (ook: Balli-Gubadle, Bali-Gubadle of Balli Gobob Diran) is een dorp en de hoofdplaats van het district Baligubadle in de regio Maroodi Jeex in Somaliland. Het ligt op de grens met Ethiopië, zo'n 63 km ten zuiden van Hargeisa (de hoofdstad van de niet-erkende staat Somaliland).

## Beschrijving
Baligubadle heeft 18.000 inwoners (2021). Daarnaast wonen er nog zo'n 3300 pastorale en agropastorale huishoudens in de rurale gebieden tussen Baligubadle en het 19 km noordelijker gelegen dorp Gumburaha.

De kern van het dorp heeft een rechthoekig stratenplan. Er zijn verschillende faciliteiten, waaronder drie hotels (Hotel Rei Rashood, Hotel Dalsan en het Al-Xayaat Hotel), drie moskeeën, drie telecommasten, een kleine energiecentrale (waarschijnlijk met een dieselgenerator), een garage en verscheidene winkeltjes. Er is een middelbare school (Farah Nour Secondary) met 5 klassen en 67 leerlingen (in 2008). Baligubadle heeft ook een eigen media-website: Baligubadlemedia.com in Engels en Somalisch. Meer naar de rand van het dorp vindt men omheinde familiekralen en een fors aantal berkads (bassins voor de opvang van regenwater), ook aan de Ethiopische kant van de grens. In een nog wijdere cirkel rond het dorp liggen vrij grote landbouwgebieden, allemaal omheind tegen vraat door rondtrekkend vee.

## Administratieve indeling
De meeste landkaarten (ook de kaarten die genoemd worden bij de Externe links hieronder) geven nog steeds aan dat Baligubadle ligt in het district Hargeisa in de voormalige regio Woqooyi Galbeed, cf. de oude bestuursindeling van Somalië uit 1986. Dat komt omdat de grenzen van de later gecreëerde districten niet zijn vastgelegd en dus niet kan worden aangegeven in welk district een plaats ligt. Ook de grenzen van het in 2002 bij wet gecreëerde district Baligubadle zijn niet vastgelegd, en Baligubadle is dan ook de enige plaats waarvan zeker is dat die in dit district ligt. De positie van Baligubadle als hoofdstad van zijn eigen district werd in een nieuwe wet in 2019 (her-)bevestigd. Wederom zonder delimitatie.

Vanaf mei 2008 had Baligubadle ook nog een onduidelijke status als hoofdstad van de regio Hawd, die in die maand per presidentieel (en mogelijk illegaal) decreet werd afgekondigd. Dat gaf allerlei zelfbenoemde vertegenwoordigers aanleiding zich te profileren en de voordelen te verwelkomen die deze nieuwe status hun dorp zou opleveren. In Baligubadle leidde e.e.a. tot oprichting van een regionaal voetbalteam "Gobolka Hawd". Maar in de nieuwe "Somaliland Regions and Districts Self-management Law" van 2019 werd Hawd niet genoemd, en dus moet de Regio Hawd worden beschouwd als niet bestaand.

## Economie en transport

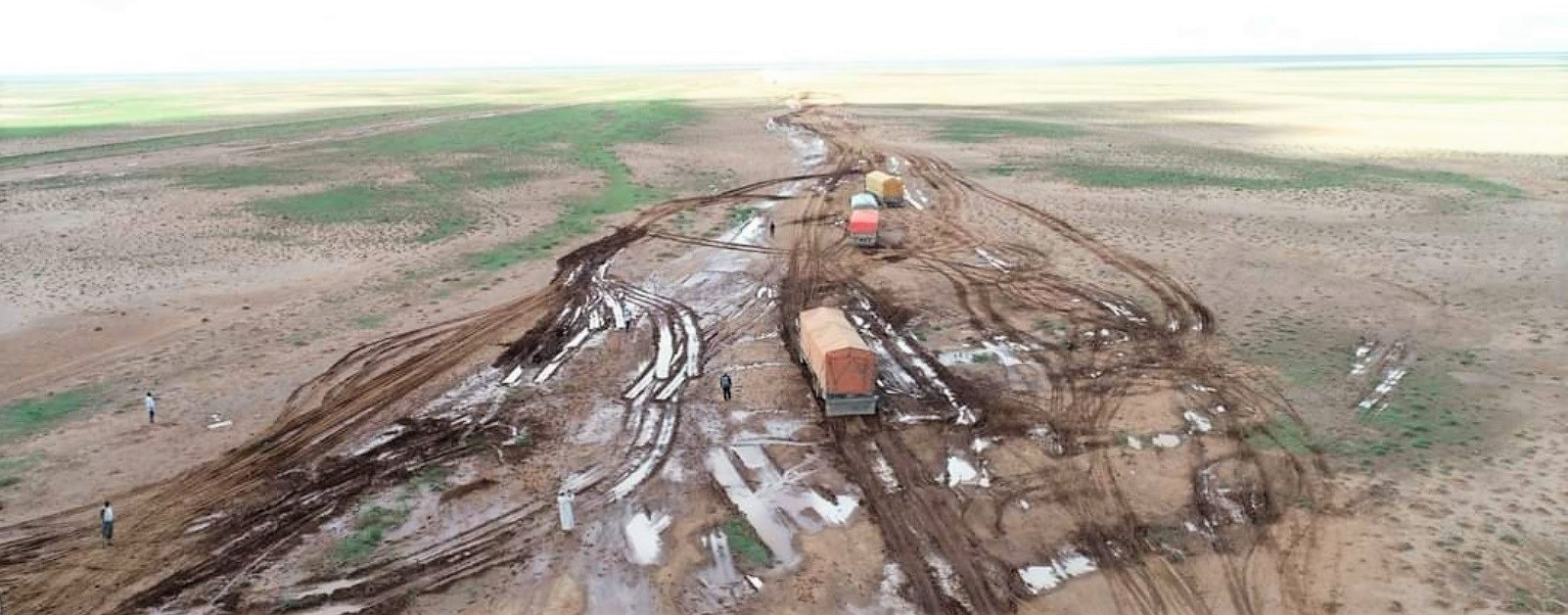
De weg naar Hargeisa in het regenseizoen

Er is een kleinschalige, regenafhankelijke landbouw rond Baligubadle, maar veehouderij is de belangrijkste economische pilaar van het district. Sinds de aanleg van de weg vanuit Hargeisa -die vanuit Baligubadle verder Ethiopië in gaat-, is de stroom van goederen en de handel toegenomen en is het stadje gegroeid. Geschat wordt dat
ongeveer 55% van de bevolking afhankelijk is van veehouderij en ongeveer 15% leeft van agropastorale activiteiten, terwijl 30% afhankelijk is van geldovermakingen door familieleden in de diaspora (zgn. remittances) en de rest haalt zijn levensonderhoud uit kleine beroepen en handeltjes. Het belangrijkste geschil over land in het district is de afgrendeling/omheining van graasgebieden waar nu landbouw wordt bedreven of landroof door zakenmensen met goede connecties (zie verder onder 'landgebruik').

De (onverharde) hoofdweg uit het dorp loopt recht naar het noorden via Gumburaha naar Hargeisa. Onverharde paden verbinden Baligubadle met andere dorpen in de omgeving zoals Salaxley (23 km), Adan Abokor (12 km), Gumar (16 km) en Kam-Tuug (15 km). In het Tweede Nationale Ontwikkelingsplan van Somaliland (2017-2021) is voorzien in de asfaltering van de weg Hargeisa - Baligubadle.

## Veehouderij en landgebruik

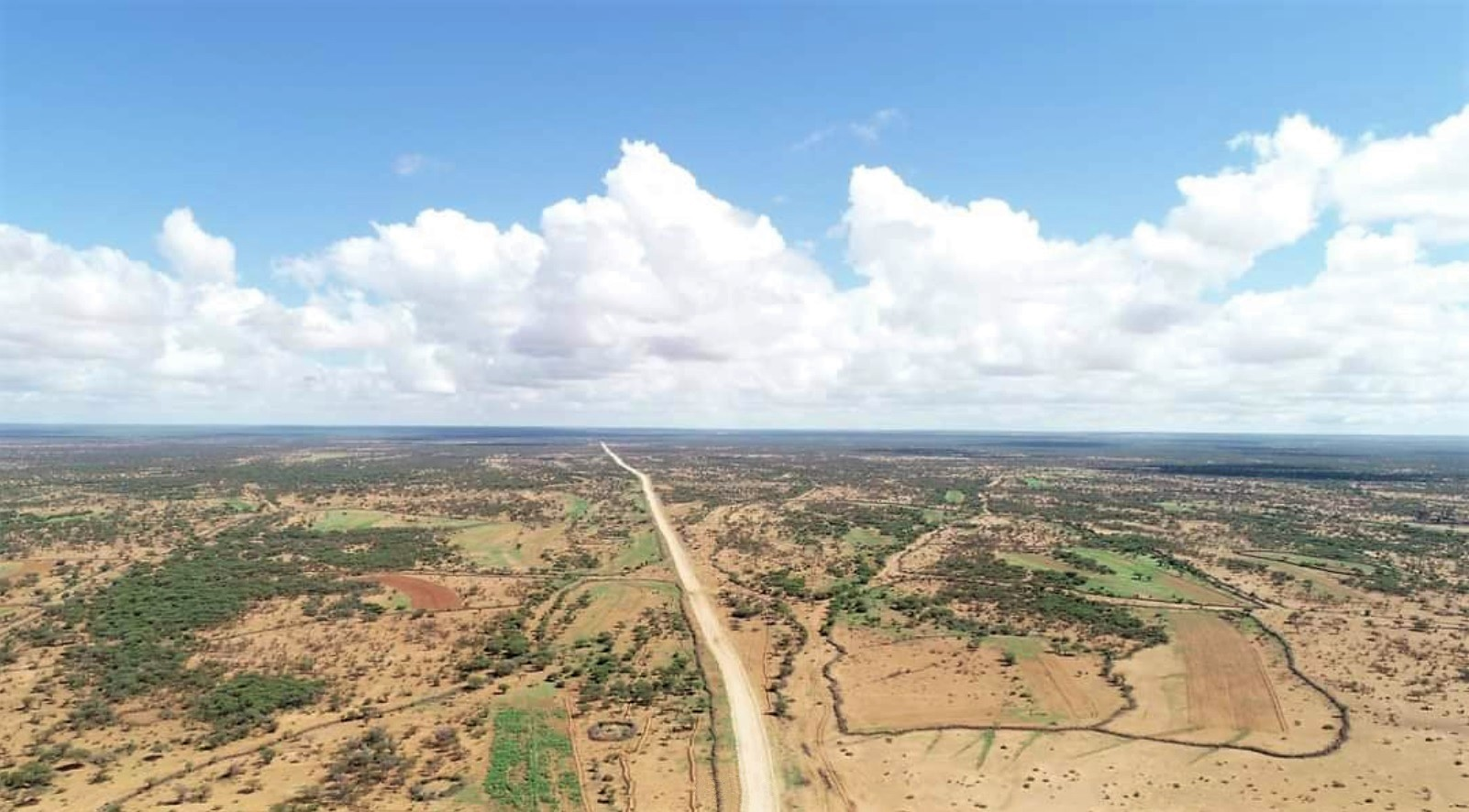
Illegale omheiningen langs de weg van Baligubadle naar Hargeisa

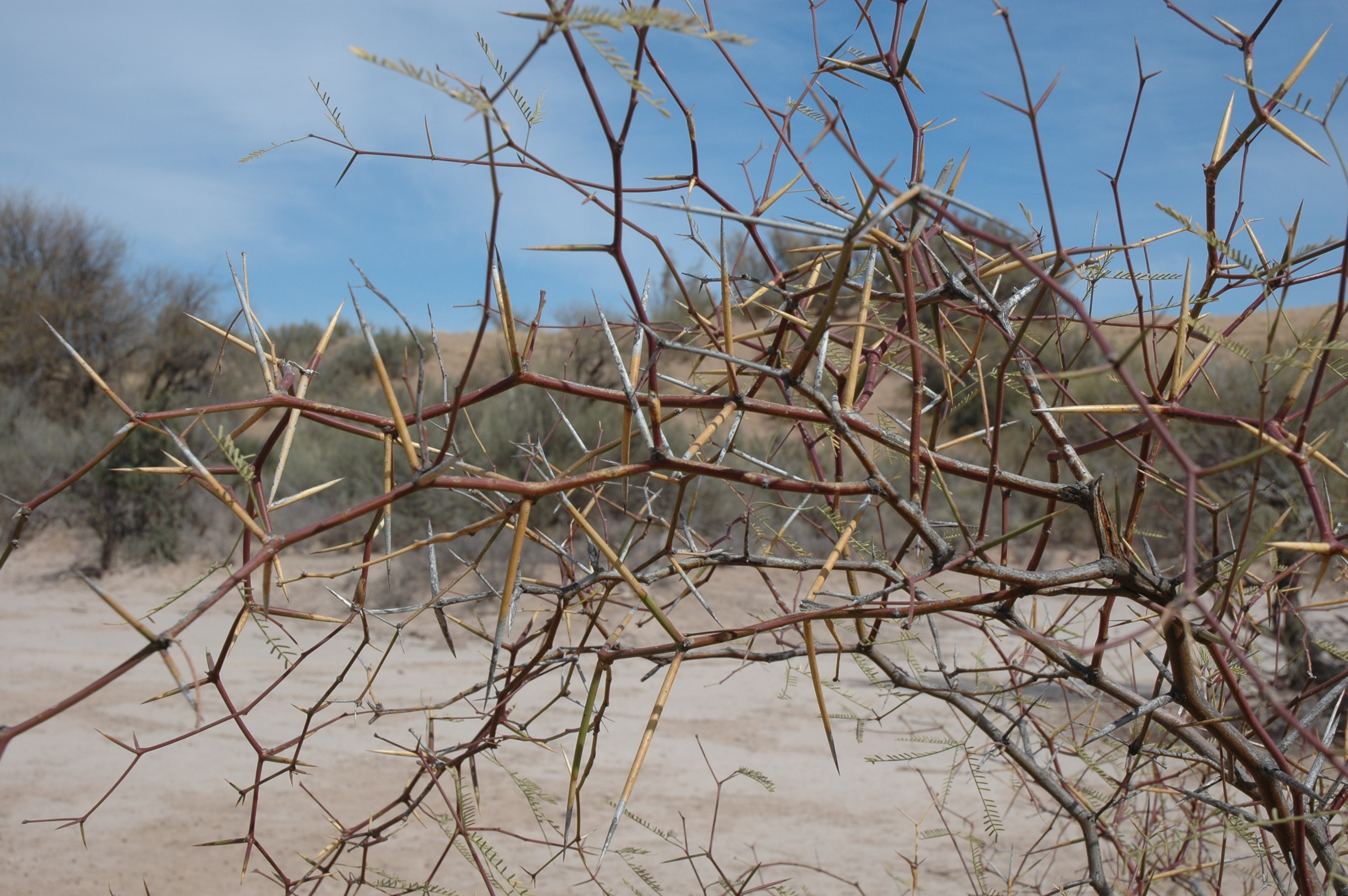
Acacia-takken met hun scherpe doorns, veel gebruikt voor omheiningen bij Baligubadle

Het traditonele landgebruik in het district Baligubadle bestond uit landbouw, bosbouw
en gemeenschappelijke weidegronden. Het gebruik van weidegronden was gebaseerd op een traditioneel, op clan gebaseerd landeigendomssysteem waarbij land werd beschouwd als ‘behorend’ aan lokale clanleden, maar zonder formele eigendomsaktes. Er waren regels voor de passage van herders van elders met hun vee. Nomadische veehouders konden het land dus het hele jaar gebruiken voor begrazing zonder hinder, op zoek naar geschikte plekken (seizoensmigratie). De mate van begrazing werd grotendeels bepaald door de beschikbaarheid van gras en water. Overbegrazing was ongebruikelijk. Frequente droogtes die verband houden met klimaatverandering en sociale veranderingen in de afgelopen drie decennia hebben op het platteland geleid tot een grote verschuiving van strategieën van huishoudens voor hun levensonderhoud; van traditioneel pastoralisme naar een meer sedentaire semi-nomadische strategie, waardoor bestaande dorpskernen groeiden en nieuwe nederzettingen ontstonden.
Nu er geen wetten zijn in Somaliland die grondbezit en landgebruik regelen, en omdat de traditionele regels te zwak zijn om de bescherming van weidegronden af te dwingen, is het omheinen van relatief grote percelen (van 0,25 – 1 km2) voor privégebruik een wijdverbreid fenomeen geworden. Dit verhindert gemeenschappelijk gebruik en is in strijd met traditionele waarden. Ook zijn het de meest groene en vruchtbare stukken die worden omheind, meestal voor kleinschalige landbouw. Tussen de omheiningen bevinden zich corridors waarlangs kuddes vee zich kunnen verplaatsen. Dat is in Baligubadle van groot belang omdat het dorp op de route ligt van Ethiopische kuddes vee op weg naar de haven van Berbera voor export. Op satellietfoto's zijn de omheiningen en corridors nauwkeurig waar te nemen. De omheining zelf is meestal gemaakt van acacia-takken, berucht vanwege hun harde doorns. De gekapte acacia's worden ook gebruikt voor de productie van houtskool; al deze praktijken hebben op zichzelf ook al geleid tot aanzienlijke ontbossing en erosie. Een groot deel van de lokale bevolking woont nu het hele jaar door op één plek ongeacht of ze zich een omheind stuk land hebben toegeëigend of niet. Van sommige weidegronden is nog maar 30% beschikbaar voor gemeenschappelijk gebruik. Daardoor wordt die 30% permanent overbegraasd en erodeert snel. Nomadische families kunnen daardoor minder vee houden. Tel daar de effecten van klimaatverandering bij op en het is duidelijk dat huishoudens kwetsbaarder zijn geworden voor schokken. Zij blijven daarom dichter bij kleine bevolkingscentra zoals Baligubadle waar ze toegang hebben tot externe hulp (bijv. voedselhulp) of waar alternatieve kansen op levensonderhoud bestaan d.m.v. kleine handeltjes en dergelijke.
In 2014 haalde de overheid rond Baligubadle 340 illegale omheiningen weg in gebieden die traditioneel tot de gemeenschappelijke weidegronden behoorden. Maar 2 tot 4 jaar later waren de meeste omheiningen weer teruggeplaatst en zelfs vergroot. Inmiddels vormen ze een geïntegreerd onderdeel van de lokale economie en van een meer sedetaire levenswijze en zijn bewoners niet bereid ze op te geven zonder compensatie. Terugkeer naar traditonele nomadische veehouderij is eigenlijk geen optie meer en dus worden andere maatregelen overwogen, zoals het registreren van de omheinde percelen, het voorschrijven welke activiteiten daar wel/niet zijn toegestaan (bijv. om de houtskoolproductie te beperken) en om 'land'belasting te heffen.

## Bestuur
Uit een onderzoek, verricht in 2015, bleek dat er bij de bevolking van Baligubadle een wijdverbreid bewustzijn bestond m.b.t. het formele bestuurs-, veiligheids- en rechtsstelsel. Echter, traditionele systemen van leiderschap bleven een leidende rol spelen bij dienstverlening aan de gemeenschap, inclusief diensten op het gebied van veiligheid en justitie. In interviews maakten bewoners weinig melding (de rol van) van religieuze leiders. Het leiderschap waarop de bewoners het meest vertrouwden waren nog steeds de dorpsoudsten. Maar ook de formele instellingen stonden over het algemeen hoog aangeschreven en een meerderheid van geïnterviewde bewoners had daarin een groot vertrouwen en zij merkten op dat de publieke dienstverlening elk jaar beter werd. De bevolking staat ook positief tegenover verkiezingen; die zorgen voor "checks & balances" in het bestur en verkleinen de invloed van de clans.
 Als districtshoofdstad heeft Baligubadle een Lokale Raad (Local Council) bestaande uit 13 gekozen raadsleden. Zij moeten eens in de 3 maanden een openbare raadsvergadering uitschrijven. De deelname van de bevolking daaraan is laag (5%), maar men is wel goed op de hoogte van de problemen van het dorp: slechte infrastructuur (68%) en gezondheidszorg (58%), slechte electriciteitsvoorziening (40%) en problemen met water & sanitatie (27%). Opvallend genoeg wijt de bevolking die problemen niet aan mismanagement of gebrek aan professionaliteit van hun bestuurders, maar aan het feit dat het bestuur over te weinig middelen beschikt. De centrale overheid classificeert Baligubadle nl. als een 'groen' of 'zelfvoorzienend' gebied dat geen prioriteit geniet voor extra hulp.
Naast de Local Council is er in Baligubadle ook politie, het bureau van de Gouverneur, zijn er dorpscomités en is er een 'moraliteitscommissie' van gerenommeerde ouderlingen en religieuze leiders die plaatselijk bekend staat als het ‘Comité voor het herstel van goed en kwaad’ (in het Somalisch: Gudiga Wanaag farista iyo xumaan reebista). De bevolking ziet de politie als belangrijkste pilaar voor de veiligheid, meer dan de rechtbank of de dorpsoudsten. De afwezigheid van militairen wordt betreurd, vanwege de nabijheid van de Ethiopische grens. Hoewel Ethiopische troepen de Somalische politie wel helpen met de bestrijding van criminaliteit doen zij dat niet als het gaat om alcoholgebruik, dat in Ethiopië niet als een misdaad wordt beschouwd. Ook komen Ethiopische soldaten wel eens over de Somalilandse grens, maar een veiligheidskwestie vormt dat niet. Er is een douanekantoor in Baligubadle sinds 2008.
De rechtbank bestaat uit een los kantoor in het gebouw van de gouverneur. Als er een zitting is, moet het personeel even stoppen met het werk zodat de rechter er kan plaatsnemen. Een nieuw gerechtsgebouwtje was in 2015 in aanbouw. Naast de rechtbank zijn er ook andere 'leveranciers' van rechtspraak, zoals dorpsoudsten, religieuze leiders en de genoemde moraliteitscommissie. (NB: ook elders in Somaliland zijn er meerdere lagen van formele en informele rechtspraak). Als een rechtszaak vraagt om actieve handhaving, zoals als bij criminliteit of zakelijke geschillen, kiest men vaak voor de formele rechtspraak. Voor zaken als huishoudelijk geweld, disputen over land of problemen over een erfenis kiest men vaak voor het traditionele/informele recht, het zgn. xeer. Beide vormen van rechtspraak werken ook samen, en verwijzen ook zaken door naar elkaar. Competitie over toegang tot land en water vormt de belangrijkste bron van conflict, naast jeugdcriminaliteit. Maar tot een gevoel van onveiligheid leidt dat niet. In 2015 voelde 95% van de bewoners van Baligubadle zich "zeer veilig".

## Rol in de geschiedenis van Somaliland

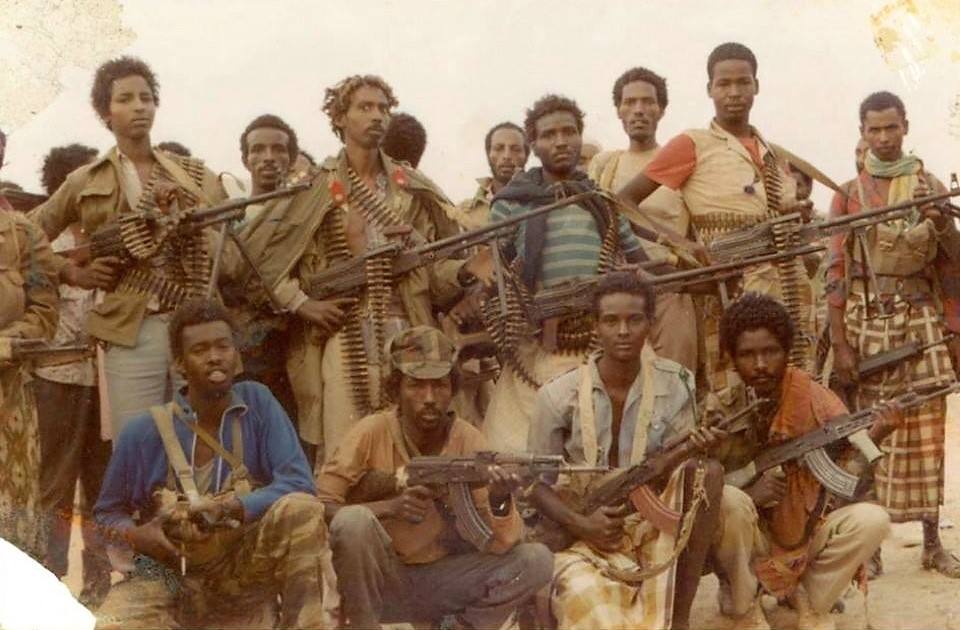
Strijders van het Somali National Movement in het zuiden van Somaliland, eind jaren '80

Baligubadle diende eind jaren '80 als het administratieve hoofdkwartier van het Somali National Movement (SNM) en speelde een cruciale rol bij de vorming van het hedendaagse Somaliland. Het was hier, in maart 1990, dat het 6e congres van de SNM besloot tot oprichting van de Guurti, de "Eerste Kamer" van het Somalilandse parlement, waarin 82 traditionele leiders zitting hebben.
De burgeroorlog zadelde Somaliland op met talloze mijnenvelden. Ook rond Baligubadle ligt een terrein waarvan bekend is of vermoed wordt dat er antipersoneelsmijnen liggen.

## Klimaat
Baligubadle heeft een warm woestijnklimaat (BWh in de Köppen Klimaatclassificatie), getemperd door de forse hoogte waarop het dorp ligt, met een gemiddelde jaartemperatuur van 21,7 °C; de temperatuurvariatie is gering; de koudste maand is december (gemiddeld 18,9°); de warmste september (23,7°). Regenval bedraagt jaarlijks ca. 214 mm; In april - mei is het eerste regenseizoen (de zgn. Gu-regens) met in oktober een klein tweede regenseizoen (de zgn. Dayr-regens); het droge seizoen is van december - februari. De neerslag kan overigens van jaar tot jaar sterk variëren.